# آيت ويخلفن (آيت ويخلفن)
آيت ويخلفن هي إحدى مشيخات المملكة المغربية، تتبع جغرافيا لإقليم الحاجب وإداريًا لآيت ويخلفن. يقدر عدد سكانها بـ 4303 نسمة حسب الإحصاء الرسمي للسكان والسكنى لسنة 2004.